# Enicospilus quintanai
Enicospilus quintanai là một loài tò vò trong họ Ichneumonidae.